# Луїджі Скарабелло
Луї́джі Скарабе́лло (італ. Luigi Scarabello, нар. 17 червня 1916, Альб'яно-ді-Магра — пом. 2 липня 2007, Неттуно) — італійський футболіст, півзахисник. По завершенні ігрової кар'єри — футбольний тренер.
Як гравець насамперед відомий виступами за клуб «Дженова 1893», а також національну збірну Італії.
У складі збірної — олімпійський чемпіон.

## Клубна кар'єра
У дорослому футболі дебютував 1933 року виступами за команду клубу «Спеція», в якій провів три сезони, взявши участь у 50 матчах чемпіонату.
Своєю грою за цю команду привернув увагу представників тренерського штабу клубу «Дженова 1893», до складу якого приєднався 1936 року. Відіграв за генуезький клуб наступні п'ять сезонів своєї ігрової кар'єри. Більшість часу, проведеного у складі «Дженови», був основним гравцем команди.
Завершив професійну ігрову кар'єру у клубі «Таранто», до команди якого приєднався у повоєнний період та де виступав протягом 1946—1947 років.

## Виступи за збірну
1936 року дебютував в офіційних матчах у складі національної збірної Італії. Протягом кар'єри у національній команді, яка тривала 4 роки, провів у формі головної команди країни лише 2 матчі.
У складі збірної був учасником футбольного турніру на Олімпійських іграх 1936 року у Берліні, здобувши того року титул олімпійського чемпіона.

## Кар'єра тренера
Розпочав тренерську кар'єру невдовзі по завершенні кар'єри гравця, 1949 року, очоливши тренерський штаб клубу «Спеція». Працював з цією командою до 1950 та згодом, у 1952 та 1957 роках.
Помер 2 липня 2007 року на 92-му році життя у місті Неттуно.

## Титули і досягнення
- Володар Кубка Італії (1):

«Дженова 1893»: 1936–37
- Олімпійський чемпіон: 1936